# Société des anciens textes français
La Société des anciens textes français (SATF) est une société savante fondée à Paris en 1875 qui a pour « but de publier des documents de toute nature rédigés au Moyen Âge en langue d'oïl ou en langue d'oc ». Ses membres fondateurs sont Henri Bordier, Joseph de Laborde, Adolphe Lamarle, Paul Meyer, Léopold Pannier, Gaston Paris, Auguste-Henry-Édouard de Queux de Saint-Hilaire, Arthur de Rothschild, Edmond de Rothschild, James Nathan de Rothschild et Natalis de Wailly.
De 1875 à 1936, la société publie un bulletin annuel qui n'est diffusé qu'à ses membres.
Depuis sa fondation, elle publie également une collection d'éditions critiques ou même parfois de fac-similés qui comprend aujourd'hui près de 180 volumes.
En 1882, elle reçoit le prix Archon-Despérouses.

## Volumes publiés
| Date | Titre | Éditeur                                                  | Ex. numérisé                                              |
| ---- | --- | -------------------------------------------------------- | --------------------------------------------------------- |
| 1875 | Chansons du XVe siècle | Gaston Paris et Auguste Gevaert                          | disponible sur Internet Archive                           |
| 1875 | Les Plus Anciens Monuments de la langue française (IXe, Xe siècles)                                                            | Gaston Paris                                             | lire en ligne sur Gallica                                 |
| 1875 | Brun de la Montaigne | Paul Meyer                                               | lire en ligne sur Gallica                                 |
| 1876 | Guillaume de Palerne | Henri Michelant                                          | disponible sur Internet Archive                           |
| 1876 | Deux rédactions du Roman des sept sages de Rome                                                                                | Gaston Paris                                             | lire en ligne sur Gallica                                 |
| 1876 | Miracles de Nostre Dame par personnages, t. 1                                                                                  | Gaston Paris et Ulysse Robert                            | lire en ligne sur Gallica                                 |
| 1877 | Miracles de Nostre Dame par personnages, t. 2                                                                                  | Gaston Paris et Ulysse Robert                            | lire en ligne sur Gallica                                 |
| 1877 | Aiol | Jacques Normand et Gaston Raynaud                        | lire en ligne sur Gallica                                 |
| 1878 | Le Débat des hérauts de France et d'Angleterre, suivi de The Debate between the Heralds of England and France by John Coke     | Léopold Pannier et Paul Meyer                            | lire en ligne sur Gallica                                 |
| 1878 | Miracles de Nostre Dame par personnages, t. 3                                                                                  | Gaston Paris et Ulysse Robert                            | lire en ligne sur Gallica                                 |
| 1878 | Œuvres complètes d'Eustache Deschamps, t. 1                                                                                    | Auguste-Henry-Édouard, marquis de Queux de Saint-Hilaire | lire en ligne sur Gallica                                 |
| 1878 | Le Saint Voyage de Jherusalem du seigneur d'Anglure                                                                            | François Bonnardot et Auguste Longnon                    | lire en ligne sur Gallica                                 |
| 1879 | Miracles de Nostre Dame par personnages, t. 4                                                                                  | Gaston Paris et Ulysse Robert                            | lire en ligne sur Gallica                                 |
| 1879 | Chronique du Mont-Saint-Michel, t. 1                                                                                           | Siméon Luce                                              | lire en ligne sur Gallica                                 |
| 1879 | Elie de Saint-Gille | Gaston Raynaud et Eugène Koelbing                        | lire en ligne sur Gallica                                 |
| 1880 | Miracles de Nostre Dame par personnages, t. 5                                                                                  | Gaston Paris et Ulysse Robert                            | lire en ligne sur Gallica                                 |
| 1880 | Daurel et Beton | Paul Meyer                                               | lire en ligne sur Gallica                                 |
| 1880 | Œuvres complètes d'Eustache Deschamps, t. 2                                                                                    | Auguste-Henry-Édouard, marquis de Queux de Saint-Hilaire | lire en ligne sur Gallica                                 |
| 1881 | Miracles de Nostre Dame par personnages, t. 6                                                                                  | Gaston Paris et Ulysse Robert                            | lire en ligne sur Gallica                                 |
| 1881 | La Vie de saint Gilles, par Guillaume de Berneville                                                                            | Gaston Paris et Alphonse Bos                             | lire en ligne sur Gallica                                 |
| 1881 | L'Amant rendu cordelier à l'observance d'amour, poème attribué à Martial d'Auvergne                                            | Anatole de Montaiglon                                    | lire en ligne sur Gallica                                 |
| 1882 | Raoul de Cambrai | Paul Meyer et Auguste Longnon                            | lire en ligne sur Gallica                                 |
| 1882 | Œuvres complètes d'Eustache Deschamps, t. 3                                                                                    | Auguste-Henry-Édouard, marquis de Queux de Saint-Hilaire | lire en ligne sur Gallica                                 |
| 1883 | Miracles de Nostre Dame par personnages, t. 7                                                                                  | Gaston Paris et Ulysse Robert                            | lire en ligne sur Gallica                                 |
| 1883 | Chronique du Mont-Saint-Michel, t. 2                                                                                           | Siméon Luce                                              | lire en ligne sur Gallica                                 |
| 1883 | Le Dit de la panthère d'amours, par Nicole de Margival                                                                         | Henry A. Todd                                            | lire en ligne sur Gallica                                 |
| 1884 | Œuvres complètes d'Eustache Deschamps, t. 4                                                                                    | Auguste-Henry-Édouard, marquis de Queux de Saint-Hilaire | lire en ligne sur Gallica                                 |
| 1884 | La Mort Aymeri de Narbonne | Joseph Couraye du Parc                                   | lire en ligne sur Gallica                                 |
| 1884 | Les Œuvres poétiques de Philippe de Remi, sire de Beaumanoir, t. 1                                                             | Hermann Suchier                                          | lire en ligne sur Gallica                                 |
| 1885 | Les Œuvres poétiques de Philippe de Remi, sire de Beaumanoir, t. 2                                                             | Hermann Suchier                                          | lire en ligne sur Gallica                                 |
| 1885 | Trois versions rimées de l'Évangile de Nicodème                                                                                | Gaston Paris et Alphonse Bos                             | lire en ligne sur Gallica                                 |
| 1885 | Fragments d'une vie de saint Thomas de Cantorbéry                                                                              | Paul Meyer                                               | lire en ligne sur Gallica                                 |
| 1886 | Œuvres poétiques de Christine de Pisan, t. 1                                                                                   | Maurice Roy                                              | lire en ligne sur Gallica                                 |
| 1886 | Merlin, 2 tomes | Gaston Paris et Jakob Ulrich                             | 1 sur Internet Archive, 2 sur Internet Archive            |
| 1887 | Œuvres complètes d'Eustache Deschamps, t. 5                                                                                    | Auguste-Henry-Édouard, marquis de Queux de Saint-Hilaire | lire en ligne sur Gallica                                 |
| 1887 | Aymeri de Narbonne, 2 tomes | Louis Demaison                                           | 1 sur Internet Archive, 2 sur Internet Archive            |
| 1888 | Le Mystère de saint Bernard de Menthon                                                                                         | Albert Lecoy de la Marche                                | lire en ligne sur Gallica                                 |
| 1888 | Les Quatre Âges de l'homme, traité moral de Philippe de Navarre                                                                | Marcel de Fréville                                       | lire en ligne sur Gallica                                 |
| 1888 | Le Couronnement de Louis | Ernest Langlois                                          | lire en ligne sur Gallica                                 |
| 1889 | Les Contes moralisés de Nicole Bozon                                                                                           | Lucy Toulmin Smith et Paul Meyer                         | lire en ligne sur Gallica                                 |
| 1889 | Œuvres complètes d'Eustache Deschamps, t. 6                                                                                    | Auguste-Henry-Édouard, marquis de Queux de Saint-Hilaire | lire en ligne sur Gallica                                 |
| 1889 | Rondeaux et autres poésies du XVe siècle                                                                                       | Gaston Raynaud                                           | lire en ligne sur Gallica                                 |
| 1890 | Le Roman de Thèbes, t. 1 | Léopold Constans                                         | lire en ligne sur Gallica                                 |
| 1890 | Le Roman de Thèbes, t. 2 | Léopold Constans                                         | lire en ligne sur Gallica                                 |
| 1891 | Œuvres complètes d'Eustache Deschamps, t. 7                                                                                    | Gaston Raynaud                                           | lire en ligne sur Gallica                                 |
| 1891 | Œuvres poétiques de Christine de Pisan, t. 2                                                                                   | Maurice Roy                                              | lire en ligne sur Gallica                                 |
| 1892 | Le Chansonnier français de Saint-Germain-des-Prés, t. 1                                                                        | Paul Meyer et Gaston Raynaud                             | disponible sur Internet Archive                           |
| 1893 | Miracles de Nostre Dame par personnages, t. 8                                                                                  | François Bonnardot                                       | lire en ligne sur Gallica                                 |
| 1893 | Œuvres complètes d'Eustache Deschamps, t. 8                                                                                    | Gaston Raynaud                                           | lire en ligne sur Gallica                                 |
| 1893 | Le Roman de la Rose ou de Guillaume de Dole                                                                                    | Gustave Servois                                          | lire en ligne sur Gallica                                 |
| 1894 | L'Escoufle | Henri Michelant et Paul Meyer                            |                                                           |
| 1894 | Œuvres complètes d'Eustache Deschamps, t. 9                                                                                    | Gaston Raynaud                                           | lire en ligne sur Gallica                                 |
| 1895 | Guillaume de la Barre, roman d'aventure par Arnaud Vidal de Castelnaudari                                                      | Paul Meyer                                               | disponible sur Internet Archive                           |
| 1895 | Meliador, par Jean Froissart, t. 1                                                                                             | Auguste Longnon                                          | lire en ligne sur Gallica                                 |
| 1895 | Meliador, par Jean Froissart, t. 2                                                                                             | Auguste Longnon                                          | lire en ligne sur Gallica                                 |
| 1896 | Œuvres poétiques de Christine de Pisan, t. 3                                                                                   | Maurice Roy                                              | disponible sur Internet Archive                           |
| 1896 | La Prise de Cordres et de Sebille                                                                                              | Ovide Densusianu                                         | disponible sur Internet Archive                           |
| 1897 | Œuvres poétiques de Guillaume Alexis, prieur de Bucy, t. 1                                                                     | Arthur Piaget et Émile Picot                             | disponible sur Internet Archive                           |
| 1897 | L'Art de chevalerie, traduction du De re militari de Végèce par Jean de Meun                                                   | Ulysse Robert                                            | 1 sur Gallica, 2 sur Gallica                              |
| 1897 | Li Abrejance de l'ordre de chevalerie, mise en vers de la traduction de Végèce par Jean de Meun, par Jean Priorat, de Besançon | Ulysse Robert                                            | lire en ligne sur Gallica                                 |
| 1897 | La Chirurgie de maître Henri de Mondeville, traduction contemporaine de l'auteur, t. 1                                         | Alphonse Bos                                             | lire en ligne sur Gallica                                 |
| 1898 | La Chirurgie de maître Henri de Mondeville, traduction contemporaine de l'auteur, t. 2                                         | Alphonse Bos                                             | lire en ligne sur Gallica                                 |
| 1898 | Les Narbonnais, t. 1 | Hermann Suchier                                          | lire en ligne sur Gallica                                 |
| 1898 | Les Narbonnais, t. 2 | Hermann Suchier                                          | lire en ligne sur Gallica                                 |
| 1899 | Orson de Beauvais | Gaston Paris                                             | lire en ligne sur Gallica                                 |
| 1899 | Meliador, par Jean Froissart, t. 3                                                                                             | Auguste Longnon                                          | lire en ligne sur Gallica                                 |
| 1899 | Œuvres poétiques de Guillaume Alexis, prieur de Bucy, t. 2                                                                     | Arthur Piaget et Émile Picot                             | disponible sur Internet Archive                           |
| 1900 | L'Apocalypse en français au XIIIe siècle (Bibl. nat., fr. 403), t. 1 (Reproduction phototypique)                               | Léopold Delisle et Paul Meyer                            | disponible sur Internet Archive                           |
| 1901 | L'Apocalypse en français au XIIIe siècle (Bibl. nat., fr. 403), t. 2 (Texte et introduction)                                   | Léopold Delisle et Paul Meyer                            | lire en ligne sur Gallica                                 |
| 1901 | Œuvres complètes d'Eustache Deschamps, t. 10                                                                                   | Gaston Raynaud                                           | lire en ligne sur Gallica                                 |
| 1902 | Les Chansons de Gace Brulé | Gédéon Huet                                              | lire en ligne sur Gallica                                 |
| 1902 | Le Roman de Tristan, par Thomas, t. 1                                                                                          | Joseph Bédier                                            | disponible sur Internet Archive                           |
| 1902 | Recueil général des sotties, t. 1                                                                                              | Émile Picot                                              | lire en ligne sur Gallica                                 |
| 1903 | Œuvres complètes d'Eustache Deschamps, t. 1                                                                                    | Gaston Raynaud                                           | lire en ligne sur Gallica                                 |
| 1903 | Robert le Diable | Eilert Löseth                                            | disponible sur Internet Archive                           |
| 1903 | Le Roman de Tristan, par Béroul et un anonyme                                                                                  | Ernest Muret                                             | lire en ligne sur Gallica                                 |
| 1904 | Recueil général des sotties, t. 2                                                                                              | Émile Picot                                              | lire en ligne sur Gallica                                 |
| 1904 | Maistre Pierre Pathelin hystorié                                                                                               | Émile Picot et Édouard Rahir                             | lire en ligne sur Gallica                                 |
| 1904 | Le Roman de Troie, par Benoît de Sainte-Maure, t. 1                                                                            | Léopold Constans                                         | lire en ligne sur Gallica                                 |
| 1905 | Le Roman de Tristan, par Thomas, t. 2                                                                                          | Joseph Bédier                                            | disponible sur Internet Archive                           |
| 1905 | Les Vers sur la mort, par Hélinant, moine de Froidmont                                                                         | Fredrik Wulff et Emanuel Walberg                         | lire en ligne sur Gallica                                 |
| 1905 | Les Cent Ballades, par Jean le Senechal                                                                                        | Gaston Raynaud                                           | lire en ligne sur Gallica                                 |
| 1906 | Le Roman de Troie, par Benoît de Sainte-Maure, t. 2                                                                            | Léopold Constans                                         | lire en ligne sur Gallica                                 |
| 1906 | Les Deux Rédactions en vers du Moniage Guillaume, t. 1                                                                         | Wilhelm Cloetta (en)                                     | lire en ligne sur Gallica                                 |
| 1907 | Le Roman de Troie, par Benoît de Sainte-Maure, t. 3                                                                            | Léopold Constans                                         | lire en ligne sur Gallica                                 |
| 1907 | Florence de Rome, t. 1 | Axel Wallensköld                                         | lire en ligne sur Gallica                                 |
| 1907 | Les Deux Poèmes de la Folie Tristan                                                                                            | Joseph Bédier                                            | lire en ligne sur Gallica                                 |
| 1908 | Le Roman de Troie, par Benoît de Sainte-Maure, t. 4                                                                            | Léopold Constans                                         | lire en ligne sur Gallica                                 |
| 1908 | Œuvres poétiques de Guillaume Alexis, prieur de Bucy, t. 3                                                                     | Arthur Piaget et Émile Picot                             | disponible sur Internet Archive                           |
| 1908 | Les Œuvres de Guillaume de Machaut, t. 1                                                                                       | Ernest Hoepffner                                         | disponible sur Internet Archive                           |
| 1909 | Le Roman de Troie, par Benoît de Sainte-Maure, t. 5                                                                            | Léopold Constans                                         | lire en ligne sur Gallica                                 |
| 1909 | Florence de Rome, t. 2 | Axel Wallensköld                                         | lire en ligne sur Gallica                                 |
| 1909 | Les Œuvres de Simund de Freine                                                                                                 | John E. Matzke                                           | lire en ligne sur Gallica                                 |
| 1910 | Le Jardin de plaisance et fleur de rhétorique, t. 1                                                                            | Eugénie Droz et Arthur Piaget                            | lire en ligne sur Gallica                                 |
| 1911 | Les Deux Rédactions en vers du Moniage Guillaume, t. 2                                                                         | Wilhelm Cloetta                                          | lire en ligne sur Gallica                                 |
| 1911 | Les Œuvres de Guillaume de Machaut, t. 2                                                                                       | Ernest Hoepffner                                         | disponible sur Internet Archive                           |
| 1912 | Le Roman de Troie, par Benoît de Sainte-Maure, t. 6                                                                            | Léopold Constans                                         | lire en ligne sur Gallica                                 |
| 1912 | Recueil général des sotties, t. 3                                                                                              | Émile Picot                                              | lire en ligne sur Gallica                                 |
| 1912 | Chansons et descorts de Gautier de Dargies                                                                                     | Gédéon Huet                                              | lire en ligne sur Gallica                                 |
| 1913 | L'Entrée d'Espagne, t. 1 | Antoine Thomas                                           | lire en ligne sur Gallica                                 |
| 1913 | L'Entrée d'Espagne, t. 2 | Antoine Thomas                                           | lire en ligne sur Gallica                                 |
| 1913 | Le Lai de l'ombre, par Jean Renart                                                                                             | Joseph Bédier                                            | disponible sur Internet Archive                           |
| 1914 | Le Roman de la Rose, par Guillaume de Lorris et Jean de Meun, t. 1                                                             | Ernest Langlois                                          | lire en ligne sur Gallica                                 |
| 1914 | Le Roman de Fauvel, par Gervais du Bus, t. 1                                                                                   | Arthur Långfors                                          | disponible sur Internet Archive                           |
| 1919 | Le Roman de Fauvel, par Gervais du Bus, t. 2                                                                                   | Arthur Långfors                                          | disponible sur Internet Archive                           |
| 1920 | Le Roman de la Rose, par Guillaume de Lorris et Jean de Meun, t. 2                                                             | Ernest Langlois                                          | lire en ligne sur Gallica                                 |
| 1921 | Les Œuvres de Guillaume de Machaut, t. 3                                                                                       | Ernest Hoepffner                                         | disponible sur Internet Archive                           |
| 1921 | Le Roman de la Rose, par Guillaume de Lorris et Jean de Meun, t. 3                                                             | Ernest Langlois                                          | lire en ligne sur Gallica                                 |
| 1921 | Doon de la Roche | Paul Meyer et Gédéon Huet                                | lire en ligne sur Gallica                                 |
| 1922 | Le Roman de la Rose, par Guillaume de Lorris et Jean de Meun, t. 4                                                             | Ernest Langlois                                          | lire en ligne sur Gallica                                 |
| 1922 | La Fille du comte de Pontieu                                                                                                   | Clovis Brunel                                            | disponible sur Internet Archive                           |
| 1923 | Le Roman de Jehan de Paris | Édith Wickersheimer                                      | disponible sur Internet Archive                           |
| 1923 | Les Fortunes et adversités de Jean Régnier                                                                                     | Eugénie Droz                                             | disponible sur Internet Archive                           |
| 1924 | Le Roman de la Rose, par Guillaume de Lorris et Jean de Meun, t. 5                                                             | Ernest Langlois                                          | lire en ligne sur Gallica                                 |
| 1924 | Le Jardin de plaisance et fleur de rhétorique, t. 2                                                                            | Eugénie Droz et Arthur Piaget                            | disponible sur Internet Archive                           |
| 1925 | Le Chansonnier d'Arras | Alfred Jeanroy                                           | disponible sur Internet Archive                           |
| 1925 | Les Chansons de Thibaut de Champagne                                                                                           | Axel Wallensköld                                         | lire en ligne sur Gallica                                 |
| 1926 | Recueil général des jeux-partis français, t. 1                                                                                 | Arthur Långfors, Alfred Jeanroy et Louis Brandin         | disponible sur Internet Archive                           |
| 1926 | Recueil général des jeux-partis français, t. 2                                                                                 | Arthur Långfors, Alfred Jeanroy et Louis Brandin         | disponible sur Internet Archive                           |
| 1928 | La Passion provençale | William Pierce Shepard                                   | lire en ligne sur Gallica disponible sur Internet Archive |
| 1928 | Le Roman de la violette ou de Gérard de Nevers, par Gerbert de Montreuil                                                       | Douglas Labaree Buffum                                   | disponible sur Internet Archive                           |
| 1929 | Recueil général des isopets, t. 1                                                                                              | Julia Bastin                                             | disponible sur Internet Archive                           |
| 1930 | Recueil général des isopets, t. 2                                                                                              | Julia Bastin                                             | .                                                         |
| 1931 | Les Livres du roy Modus et de la royne Ratio, t. 1                                                                             | Gunnar Tilander                                          | .                                                         |
| 1931 | Les Livres du roy Modus et de la royne Ratio, t. 2                                                                             | Gunnar Tilander                                          | .                                                         |
| 1932 | Le Roman de Bérinus, t. 1 | Robert Bossuat                                           | .                                                         |
| 1932 | Le Roman de Bérinus, t. 2 | Robert Bossuat                                           | .                                                         |
| 1933 | La Chanson de Roland | Alexandre de Laborde                                     | .                                                         |
| 1934 | La Passion d'Autun | Grace Frank                                              | .                                                         |
| 1935 | Les Enfances Guillaume | Patrice Henry                                            | .                                                         |
| 1935 | Poésies du troubadour Aimeric de Belenoi                                                                                       | Maria Dumitrescu                                         | .                                                         |
| 1936 | Le Roman du Castelain de Couci                                                                                                 | Maurice Delbouille                                       | .                                                         |
| 1936 | Les Faictz et dictz de Jean Molinet, t. 1                                                                                      | Noël Dupire                                              | lire en ligne sur Gallica                                 |
| 1937 | Les Faictz et dictz de Jean Molinet, t. 2                                                                                      | Noël Dupire                                              | disponible sur Internet Archive                           |
| 1938 | Le Roman de Brut de Wace, t. 1                                                                                                 | Ivor Arnold                                              | disponible sur Internet Archive                           |
| 1939 | Les Faictz et dictz de Jean Molinet, t. 3                                                                                      | Noël Dupire                                              | disponible sur Internet Archive                           |
| 1940 | Le Roman de Brut de Wace, t. 2                                                                                                 | Ivor Arnold                                              | lire en ligne sur Gallica                                 |
| 1941 | Jaufré, t. 1 | Clovis Brunel                                            | disponible sur Internet Archive                           |
| 1942 | Jaufré, t. 2 | Clovis Brunel                                            | disponible sur Internet Archive                           |
| 1947 | La Chanson de Guillaume, t. 1                                                                                                  | Duncan McMillan                                          | disponible sur Internet Archive                           |
| 1948 | La Chanson de Guillaume, t. 2                                                                                                  | Duncan McMillan                                          | disponible sur Internet Archive                           |
| 1949 | Les Arrêts d'amour de Martial d'Auvergne                                                                                       | Duncan McMillan                                          | .                                                         |
| 1953 | Girart de Roussillon, t. 1 | W. Mary Hackett                                          | .                                                         |
| 1953 | Girart de Roussillon, t. 2 | W. Mary Hackett                                          | .                                                         |
| 1955 | Girart de Roussillon, t. 3 | W. Mary Hackett                                          | .                                                         |
| 1955 | Le Livre de la mutacion de Fortune, par Christine de Pisan, t. 1                                                               | Suzanne Solente                                          | .                                                         |
| 1956 | Ille et Galeron, par Gautier d'Arras                                                                                           | Frederick A. G. Cowper                                   | disponible sur Internet Archive                           |
| 1956 | Le Livre de la mutacion de Fortune, par Christine de Pisan, t. 2                                                               | Suzanne Solente                                          | .                                                         |
| 1957 | Renart le Nouvel, par Jacquemart Gielee                                                                                        | Henri Roussel                                            | .                                                         |
| 1958 | Le Roman de Cassidorus, t. 1                                                                                                   | Joseph Palermo                                           | disponible sur Internet Archive                           |
| 1959 | Le Roman de Cassidorus, t. 2                                                                                                   | Joseph Palermo                                           | .                                                         |
| 1960 | Le Livre de la mutacion de Fortune, par Christine de Pisan, t. 3                                                               | Suzanne Solente                                          | .                                                         |
| 1961 | Le Livre de la mutacion de Fortune, par Christine de Pisan, t. 4                                                               | Suzanne Solente                                          | .                                                         |
| 1969 | Le respit de la mort, par Jean le Fevre                                                                                        | Geneviève Hasenohr-Esnos                                 | .                                                         |
| 1970 | Le Roman de Rou de Wace, t. 1                                                                                                  | Anthony J. Holden                                        | .                                                         |
| 1971 | Le Roman de Rou de Wace, t. 2                                                                                                  | Anthony J. Holden                                        | .                                                         |
| 1972 | Le Moniage Rainouart I | Gerald A. Bertin                                         | .                                                         |
| 1973 | Le Roman de Rou de Wace, t. 3                                                                                                  | Anthony J. Holden                                        | .                                                         |
| 1977 | Girart de Vienne, par Bertrand de Bar-sur-Aube                                                                                 | Wolfgang Van Emden                                       | .                                                         |
| 1978 | Dits en quatrains d'alexandrins monorimes de Jehan de Saint-Quentin                                                            | Birger Munk Olsen                                        | .                                                         |
| 1979 | Ci nous dit, t. 1 | Gérard Blangez                                           | .                                                         |
| 1982 | Recueil général des isopets, t. 3                                                                                              | Pierre Ruelle                                            | .                                                         |
| 1984 | Le Roman de la poire, par Tibaut                                                                                               | Christiane Marchello-Nizia                               | .                                                         |
| 1986 | Ci nous dit, t. 2 | Gérard Blangez                                           | .                                                         |
| 1987 | La Vie des pères, t. 1 | Félix Lecoy                                              | .                                                         |
| 1988 | Le moniage Rainouart II et III, t. 1                                                                                           | Gerald A. Bertin                                         | disponible sur Internet Archive                           |
| 1991 | La Version post-vulgate de la Queste del Saint Graal et de la Mort le roi Artu, troisième partie du Roman du Graal, t. 1       | Fanni Bogdanow                                           | .                                                         |
| 1991 | La Version post-vulgate de la Queste del Saint Graal et de la Mort le roi Artu, troisième partie du Roman du Graal, t. 2       | Fanni Bogdanow                                           | .                                                         |
| 1991 | La Version post-vulgate de la Queste del Saint Graal et de la Mort le roi Artu, troisième partie du Roman du Graal, t. 3       | Fanni Bogdanow                                           | .                                                         |
| 1992 | La Vie des pères, t. 2 | Félix Lecoy                                              | .                                                         |
| 1999 | La Vie des pères, t. 3 | Félix Lecoy                                              | .                                                         |
| 1999 | Recueil général des isopets, t. 4                                                                                              | Pierre Ruelle                                            | .                                                         |
| 2000 | La Version post-vulgate de la Queste del Saint Graal et de la Mort le roi Artu, troisième partie du Roman du Graal, t. 4:1     | Fanni Bogdanow                                           | .                                                         |
| 2001 | La Version post-vulgate de la Queste del Saint Graal et de la Mort le roi Artu, troisième partie du Roman du Graal, t. 4:2     | Fanni Bogdanow                                           | .                                                         |
| 2002 | Baudouin de Sebourc, t. 1 | Larry S. Crist                                           | .                                                         |
| 2002 | Baudouin de Sebourc, t. 2 | Larry S. Crist                                           | .                                                         |
| 2004 | Le Moniage Rainouart II et III, t. 2                                                                                           | Gerald A. Bertin                                         | .                                                         |
| 2005 | La Vengeance Fromondin | Jean-Charles Herbin                                      | .                                                         |
| 2008 | La Somme le roi par Frère Laurent                                                                                              | Édith Brayer et Anne-Françoise Leurquin-Labie            | .                                                         |
| 2011 | Yonnet de Metz | Jean-Charles Herbin                                      | .                                                         |
| 2013 | Les Dialogues de Grégoire le Grand traduits par Angier                                                                         | Renato Orengo                                            | .                                                         |
| 2015 | Le Chansonnier français U publié d'après le manuscrit Paris, BNF, fr. 20050. t. I                                              | Madeleine Tyssens                                        | .                                                         |
| 2017 | Le Miroir historial, volume I, t. I (livres I-IV) par Jean de Vignay                                                           | Mattia Cavagna                                           | .                                                         |
| 2017 | La Traduction champenoise de la Vie des pères                                                                                  | Marie-Geneviève Grossel                                  | .                                                         |
| 2018 | La Vieille. Traduction du De vetula par Jean Le Fèvre                                                                          | Marie-Madeleine Huchet                                   | .                                                         |
| 2018 | Ovide moralisé, livre 1, tomes 1-2                                                                                             | Craig Baker et al.                                       | .                                                         |
| 2019 | Boèce en rimes par Jean de Thys                                                                                                | John Keith Atkinson                                      | .                                                         |
| 2020 | Le Chansonnier français U publié d'après le manuscrit Paris, BNF, fr. 20050. t. II                                             | Madeleine Tyssens                                        |                                                           |
| 2020 | La Chanson de saint Alexis | François Zufferey                                        |                                                           |
| 2024 | Le miroir historial, volume I, tome I (livres I-IV) by Jean de Vignay                                                          | Mattia Cavagna                                           |                                                           |
| 2025 | La mise en prose de la "Geste des Loherains" dans le manuscrit Arsenal 3346. Nouvelle édition entièrement refondue             | Jean-Charles Herbin                                      |                                                           |